# 村田沙耶香
村田 沙耶香（むらた さやか、1979年8月14日 - ）は、日本の小説家、エッセイスト。

## 人物
千葉県印西市出身。同市立小学校在学中の10歳の時に執筆を開始し、執筆しているときだけ自分自身を表現し解放することができるようになったと感じていた。小学生の時にジュール・ルナールの『にんじん』を読み、「最後まで絶望的であることにすごく救われ」、中学時代は同級生から「死ね」と言われ実際に死のうと思ったものの、小説を書いていて生への執着につながったと語る。
家庭は保守的で、兄は医者か裁判官になるようプレッシャーをかけられていた一方、村田自身は「女の子」としてピアノを習い、清楚なワンピースを着て、伝統ある女子大学に進み、しかるべき男性に「見初められて」結婚してほしいというのが、母親の願いだったという。
二松學舍大学附属沼南高等学校（現・二松學舍大学附属柏高等学校）、玉川大学文学部芸術学科芸術文化コース卒業。大学時代には、小説と向き合うためにコンビニエンスストアでアルバイトを開始し、2016年に『コンビニ人間』で芥川龍之介賞を受賞した後もしばらくアルバイトを続けていた。大学時代、周囲の人間から、金持ちの結婚相手を見つけ出産について考えなければいけない、と言われ、何のために大卒資格を取るのかとショックを受けたという。
10代から20代にかけて、世間が期待する可愛い女性を演じようと努めるも、それは「恐ろしい経験」であったという。
横浜文学学校にて宮原昭夫に学ぶ。
朝井リョウ、加藤千恵、西加奈子ら作家仲間からは「クレイジー沙耶香」と呼ばれている。

## 受賞・候補歴

### 文学賞
太字は受賞
- 2003年 - 『授乳』で第46回群像新人文学賞優秀作選出[13]。
- 2009年 - 『ギンイロノウタ』で第22回三島由紀夫賞候補[14]、第31回野間文芸新人賞受賞[15]。
- 2010年 - 『星が吸う水』で第23回三島由紀夫賞候補[16]。
- 2012年 - 『タダイマトビラ』で第25回三島由紀夫賞候補[17]。
- 2013年 - 『しろいろの街の、その骨の体温の』で第26回三島由紀夫賞受賞[18]。
- 2014年 - 『殺人出産』で第14回センス・オブ・ジェンダー賞少子化対策特別賞受賞[19]。
- 2016年 - 『コンビニ人間』で第155回芥川龍之介賞受賞[20]。
- 2017年 - 『コンビニ人間』で第3回沖縄書店大賞受賞[21]、第14回本屋大賞候補[22]。
- 2018年 - 『地球星人』で第35回織田作之助賞候補[23]。
- 2022年 - 『消滅世界』で第16回啓文堂文庫大賞候補[24]。

### その他
- 2016年、VOGUE JAPAN Women of the Year 2016[25]
- 2016年、第3回Yahoo!検索大賞 パーソンカテゴリ 作家部門賞[26]

## 作品リスト
- 『授乳』（2005年2月、講談社/2010年4月、講談社文庫）
  - 授乳（初出：『群像』2003年6月号）
  - コイビト（初出：『群像』2003年12月号）
  - 御伽の部屋（書き下ろし）
- 『マウス』 (2008年3月、講談社/2011年3月、講談社文庫)
- 『ギンイロノウタ』 （2008年10月、新潮社/2014年1月、新潮文庫）
  - ひかりのあしおと（初出：『新潮』2007年2月号）
  - ギンイロノウタ（初出：『新潮』2008年7月号）
- 『星が吸う水』 （2010年2月、講談社[27]/2013年2月、講談社文庫）
  - 星が吸う水（初出：『群像』2009年3月号）
  - ガマズミ航海（初出：『群像』2009年12月号）
- 『ハコブネ』（2011年11月、集英社[28]/2016年11月、集英社文庫）
  - ハコブネ（初出：『すばる』2010年10月号）
- 『タダイマトビラ』（2012年3月、新潮社/2016年11月、新潮文庫）
  - タダイマトビラ（初出：『新潮』2011年8月号）
- 『しろいろの街の、その骨の体温の』（2012年9月、朝日新聞出版[29]/2015年7月、朝日文庫）
- 『殺人出産』（2014年7月、講談社[30]/2016年8月、講談社文庫）
  - 殺人出産（初出：『群像』2014年5月号）
  - トリプル（初出：『群像』2014年2月号）
  - 清潔な結婚（初出：GRANTA JAPAN with 早稲田文学01）
  - 余命（初出：『すばる』2014年1月号）
- 『消滅世界』（2015年12月、河出書房新社[31]/2018年7月、河出文庫）
- 『コンビニ人間』（2016年7月、文藝春秋[32]/2018年9月、文春文庫）
  - コンビニ人間（初出：『文學界』2016年6月号）
- 『地球星人』（2018年8月、新潮社[33]/2021年4月、新潮文庫）
- 『生命式』（2019年10月、河出書房新社[34]/2022年5月、河出文庫）
  - 生命式（初出：『新潮』2013年1月号）
  - 素敵な素材（初出：GRANTA JAPAN with 早稲田文学03）
  - 素晴らしい食卓（初出：『MONKEY』Vol.13）
  - 夏の夜の口付け（初出：『ASTRA Magazine』創刊号）
  - 二人家族（初出：『花椿』2014年1・2月合併号）
  - 大きな星の時間（初出：『おやすみ王子』第3話、2016年）
  - ポチ
  - 魔法のからだ（初出：『Maybe!』Vol.1）
  - かぜのこいびと（初出：早稲田文学記録増刊　震災とフィクションの“距離”）
  - パズル（初出：『早稲田文学』3号）
  - 街を食べる（初出：『新潮』2009年8月号）
  - 孵化（初出：『小説トリッパー』2018年夏号）
- 『変半身（かわりみ）』（2019年11月、筑摩書房[35]/2021年11月、ちくま文庫）
- 『丸の内魔法少女ミラクリーナ』（2020年2月、KADOKAWA[36]/2023年2月、角川文庫）
  - 丸の内魔法少女ミラクリーナ（初出：『小説 野性時代』2013年7月号）
  - 秘密の花園（初出：『小説 野性時代』2013年12月号）
  - 無性教室（初出：『小説 野性時代』2014年8月号）
  - 変容（初出：『小説 野性時代』2019年8月号、2019年9月号）
- 『信仰』（2022年4月、文藝春秋）
  - 信仰（初出：『文學界』2019年2月号）
  - 生存（初出：『文學界』2019年7月号）
  - 土脉潤起（初出：『群像』2018年2月号）
  - 彼らの惑星へ帰っていくこと（初出：『新潮』2021年1月号）
  - カルチャーショック（初出：『文學界』2019年9月号）
  - 気持ちよさという罪（初出：朝日新聞、2020年1月）
  - 書かなかった小説（初出：『文學界』2021年8月号）
  - 最後の展覧会（初出：『新潮』2021年9月号）
- 『世界99』上下巻（2025年3月、集英社）

### エッセイ
- 『きれいなシワの作り方〜淑女の思春期病』（2015年9月、マガジンハウス/2018年12月、文春文庫）
- 『となりの脳世界』（2018年10月、朝日新聞出版/2021年11月、朝日文庫）
- 『私が食べた本』（2018年12月、朝日新聞出版/2021年12月、朝日文庫）

### 単行本未収録作品
- 水槽（『群像』2005年5月号）
- おろか（『新潮』2023年4月号）

## 映像化作品

### 映画
- 消滅世界（2025年公開予定、主演：蒔田彩珠）[37][38][39]

## 選考委員歴
- 文藝賞（2018年 - 2021年、2024年-）
- 文學界新人賞（2022年-）

## 出演
- 朝井リョウ&加藤千恵のオールナイトニッポン0(ZERO)（2015年12月18日[40]）
- ご本、出しときますね?（2016年4月29日）
- ボクらの時代（2016年5月22日）若林正恭、本谷有希子と
- ゴロウ・デラックス（2016年9月8日）荻原浩と
- クローズアップ現代+（2016年11月17日）
- SWITCHインタビュー 達人達（2016年11月19日）
- 人間ってナンだ?超AI入門（2017年10月6日）
- タイプライターズ〜物書きの世界〜（2018年7月28日、フジテレビ）
- ボクらの時代（2021年2月28日）又吉直樹、尾崎世界観と